# Вусач ялиновий плямистий
Вуса́ч яли́новий плями́стий (лат. Monochamus saltuarius Gebler, 1830 = Monochamus galloprovincialis var. pistor (Germar) Tamanuki, 1933) — вид жуків з родини вусачів.

## Хорологія
За своєю хорологією M. saltuarius належить до групи бореально-льпійських видів у складі європейсько-сибірського зоогеографічного комплексу. Ареал виду простягається від Центральної Європи, включаючи Сербію та Румунію і до Сибіру.
У Карпатах даний вид зустрічається дуже поодиноко

## Екологія
M. saltuarius приурочений до смереково-ялицевих лісів, які зростають переважно в гірській частині регіону. Трапляється вид здебільшого на вирубках, обгризає кору, луб та хвою гілок ялини. Личинка розвивається в деревині смереки, рідше ялиці.

## Морфологія

### Імаго
Особливою відзнакою виду є те, що надкрила та передньоспинка, як у самок, так і у самців, густо вкриті світлими волосяними плямами, які у своїй більшості зливаються. Проміжки між світлими плямами вкриті темними оксамитовими волосками, які наявні також і в M. sutor Основна частина надкрил має характерну грубу й зморшкувату скульптуру. Розміри тіла коливаються в межах 13-20 мм.

### Личинка
У личинки з кожної сторони голови по 1 вічку. Вусики 3-членикові. Ментум відокремлений від субментуму. Основна частина пронотуму покрита мікроскопічними шипиками. Черевні мозолі в ґранулах, розташованих на дорзальній стороні в 4, а на вентральній — в 2 ряди. Анальний отвір трьохпроменевий, з укороченим нижнім променем.

## Життєвий цикл
Розвиток триває 2 роки.